# Història del cristianisme primitiu

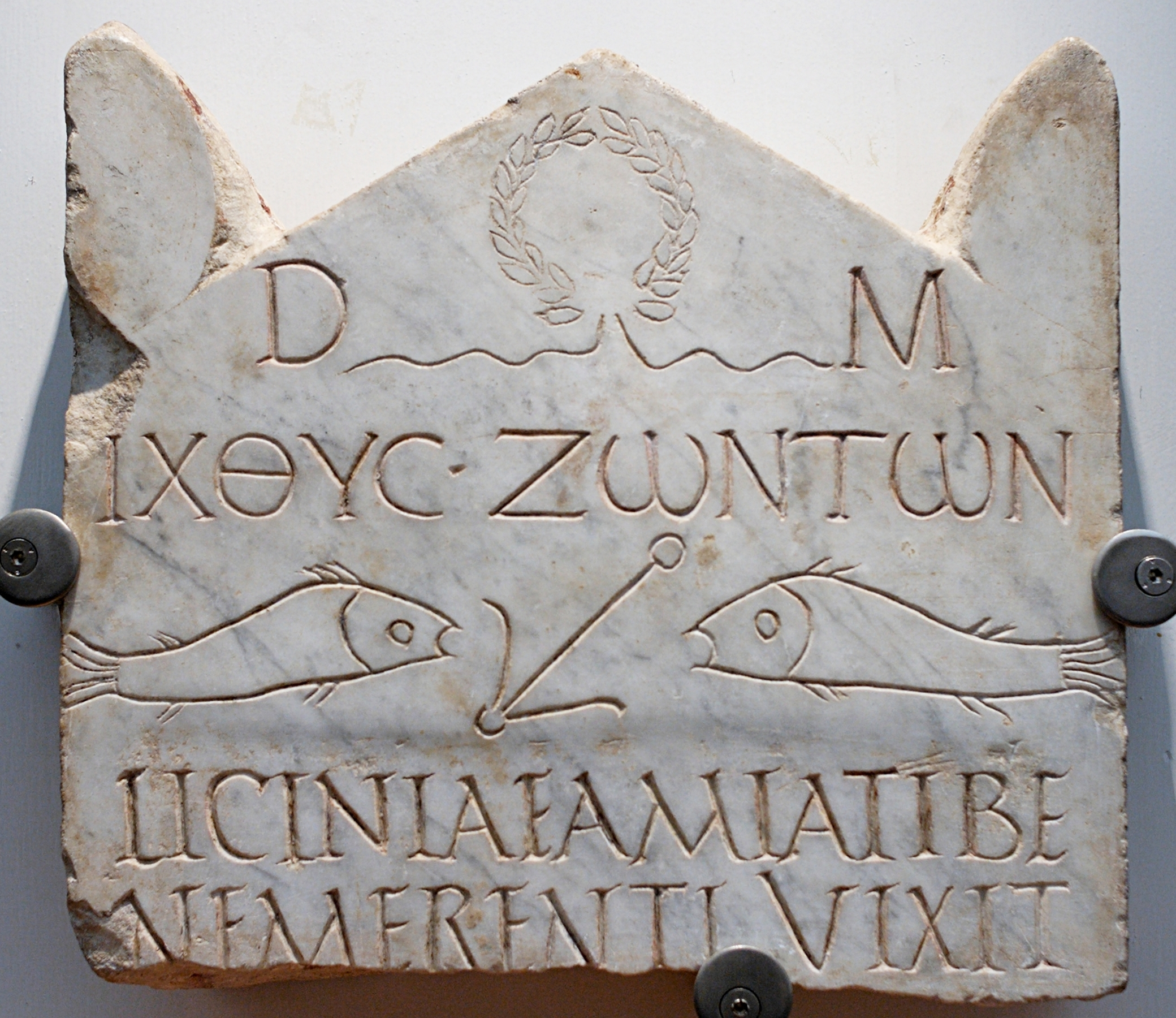
Estela funerària de Licinia Amias sobre marbre. És una de les primeres inscripcions cristianes que s'han trobat, és de principis del i va ser trobada a l'àrea de la primera necròpolis del Turó Vaticà, a Roma.

La història de cristianisme primitiu cobreix el període que va des dels orígens del cristianisme al Primer Concili de Nicea del 325.
La primera part del període parteix del ministeri de Jesús i es coneix com el període apostòlic en referència als dotze apòstols. Els primers seguidors de Jesús van formar l'Església de Jerusalem. El cristianisme primitiu durant els dos primers segles de l'era cristiana es va anar separant del judaisme; i es va establir com a religió gentil predominant de l'Imperi Romà.
A l'època del Primer Concili de Nicea del 325 la fe cristiana s'havia estès per tot Europa Occidental, la Conca del Mediterrani, Àfrica del Nord i l'Est. Pel que fa al mediterrani, Sant Joan va visitar 48 ciutats per predicar el cristianisme als gentils a 48 ciutats.
El Primer Concili de Nicea del 325 i l'Edicte de Milà de 313 que va suposar l'acceptació de la religió cristiana a l'Imperi Romà són els fets que marquen el final del cristianisme primitiu i el començament del període primers set consells ecumènics.

## Orígens

### Context
El messianisme jueu té la seva arrel en la literatura apocalíptica que es va fer des del segle ii aC fins al segle i aC, que prometia que un futur líder "ungit" o messies resuscitaria el "Regne de Déu" israelita, en lloc dels governants estrangers de l'època. Això es va correspondre amb la revolta dels Macabeus contra l'Imperi Selèucida. Després de la caiguda del regne dels Asmoneus, es van dirigir contra l'administració romana de la província de Judea, la qual, segons Flavi Josep, va començar amb la formació dels Zelotes durant el Cens de Quirini de l'any 6, tot i que la revolta oberta a escala completa no es va produir fins a la Primera Guerra Judeoromana de l'any 66. L'historiador H. H. Ben-Sasson considera que la "Crisi sota Calígula" (37–41) va ser "primer trencament públic" entre Roma i els jueus.
El judaisme en aquest moment estava dividit en faccions antagòniques. Els principals grups eren els fariseus, saduceus, i zelotes, però també hi havia altres sectes menys influents. Això va provocar nous disturbis, i al segle I aC i I dC van aparèixer diversos líders religiosos carismàtics, contribuint al que esdevindria el Mixnà del Judaisme Rabínic, incloent Yochanan ben Zakai i Hanina Ben Dosa.

### Ministeri de Jesús
Segons l'Evangeli, Jesús va predicar durant un període d'un a tres anys quan tenia 30 anys, a principis del segle I aC. El mètode d'ensenyament de Jesús implicava paràboles, metàfores, al·legories, proverbis, i alguns sermons directes com el Sermó de la muntanya. El seu ministeri d'ensenyament, sanació dels malalts i discapacitats i la realització de diversos miracles van culminar en la seva execució a les mans de les autoritats romanes de Jerusalem. Poc després, una forta creença en la Resurrecció de Jesús es va estendre ràpidament a través de Jerusalem, començant pels seus deixebles més propers, des del Dia de la Pentecosta, quan els apòstols van començar diversos viatges.
La majoria dels estudiosos del Nou Testament coincideixen que Pere tenia alguna classe de posició especial entre el dotze.

## Període apostòlic

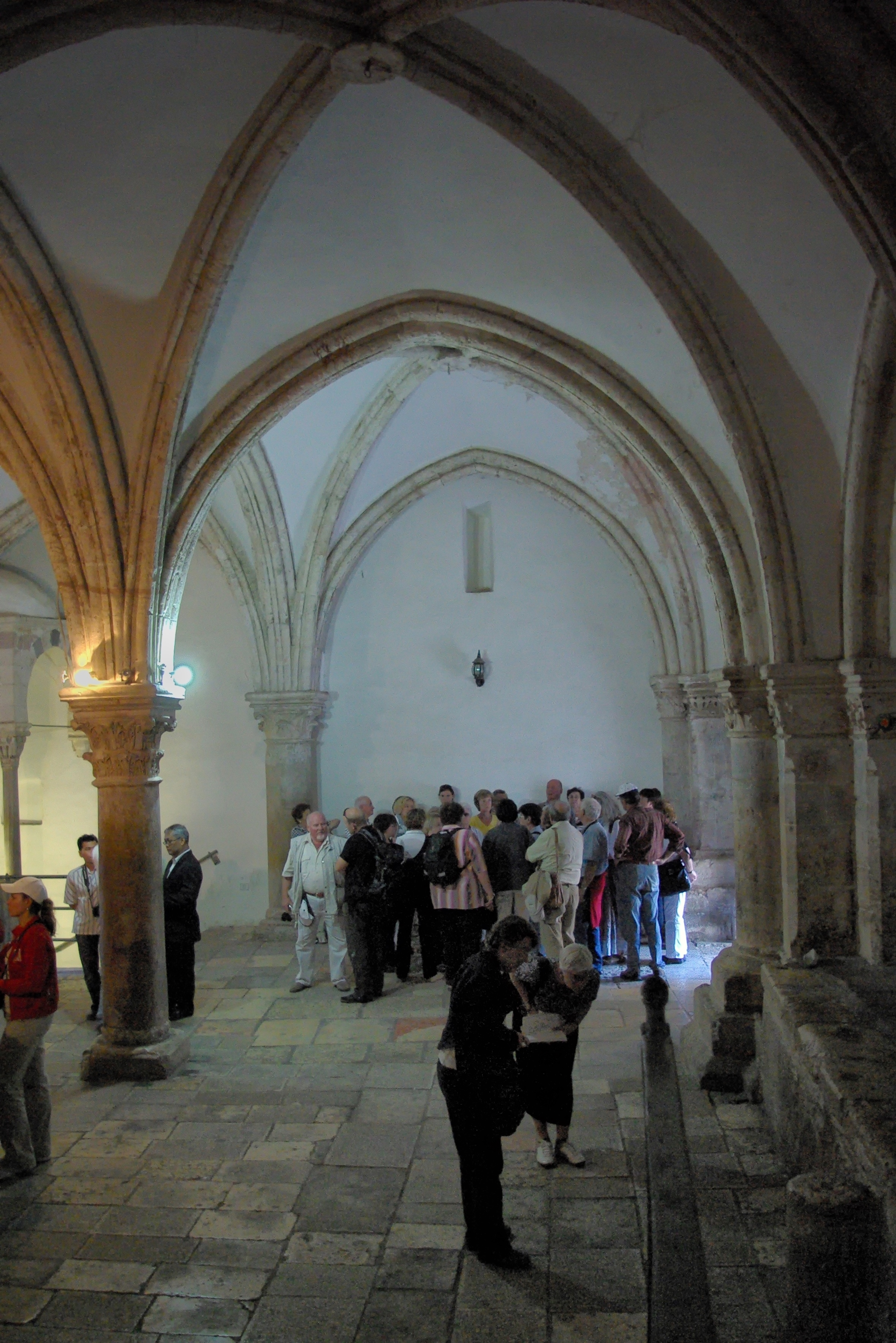
El Cenacle sobre el Mont Sió, podria haver estat l'indret del Sant Sopar i la Pentecosta. Bargil Pixner afirma que l'Església original dels apòstols estava situada sota l'estructura actual.

L'església cristiana veu el "període apostòlic" com la base sobre la qual es construeix tota la seva història. Aquest període, datat aproximadament entre els anys 30 i 100 dC, va produir escrits tradicionalment atribuïts als seguidors directes de Jesucrist, el Nou Testament i les col·leccions dels Pares apostòlics.
El cristianisme més primerenc va prendre la forma d'una fe escatològica jueva. Els apòstols van viatjar a comunitats jueves al voltant de la mar Mediterrània i van atreure jueus a la converssió. Deu anys després de la mort de Jesús, els apòstols havien estès el cristianisme de Jerusalem a Antioquia, Efes, Corint, Tessalònica, Xipre, Creta i Roma. Els Fets dels Apòstols exposa que els primers seguidors van continuar assistint diàriament al temple i seguint les pràctiques tradicionals de pietat. Altres passatges dels evangelis canònics reflecteixen una observança similar de tradicions piadoses jueves com el dejuni, el respecte a la Torah (coneguda com a Llei jueva) i l'observança dels dies sagrats jueus.
A mitjans del segle i, a Antioquia, Pau de Tars va començar a predicar als gentils. Els nous conversos no seguien tota la "Llei jueva" i rebutjaven ser circumcidats, ja que la circumcisió es considerava repulsiva a la cultura hel·lenística La controvèrsia sobre la circumcisió es va tractar al Concili de Jerusalem de l'any 50. Pau, que va rebre el suport principalment de Pere, va argumentar que la circumcisió no era una pràctica necessària. El consell va acordar que els convertits podrien renunciar a la circumcisió, però s'havien de seguir complint altres aspectes de la "Llei jueva". Quatre anys després del Consell de Jerusalem, Pau va escriure als Gàlates sobre l'assumpte, que havia generat una controvèrsia seriosa a la seva regió. Segons Alister McGrath, Pau ho considerava una gran amenaça per a la doctrina de la salvació a través de la fe en Jesús i va abordar el tema amb gran detall a Gal 3. La ruptura entre el cristianisme i el judaisme va continuar creixent i encara avui es discuteix la relació entre Pau de Tars i el judaisme i el tema de la llei Bíblica dins el cristianisme.

### Denominació
Els deixebles van ser anomenats "cristians" per primera vegada a Antioquia (tal com s'indica a Actes 11:26). En conseqüència, el terme "cristians", amb la variant "chrestians", s'usava de manera habitual l'any 49, principalment a la capital de parla llatina de l'imperi romà. A mesura que l'església s'estenia per les terres gentils de parla grega, la denominació va guanyar protagonisme, fins que es convertiria en la paraula més usada per referir-se als seguidors de la fe. Ignasi d'Antioquia va ser el primer cristià en utilitzar aquesta paraula i també va utilitzar per primera vegada el terme "cristianisme" (grec Χριστιανισμός), al voltant de l'any 100.
El moviment cristià també va ser anomenat "El Camí" (της οδου), en referència a l'afirmació de Jesús: "Jo sóc el camí, la veritat i la vida. Ningú no arriba al Pare sinó a través de mi" (Joan 14:6). Per això apareix als Fets dels Apòstols; a Fets Apòstols 9:2, Fets Apòstols 19:9 i Fets Apòstols 19:23. Algunes traduccions angleses del Nou Testament utilitzen 'el Camí' (p. ex. la New King James Version i l'English Standard Version), indicant que aquest era el nom amb què es coneixia la nova religió, mentre que altres ho tradueixen simplement com "el camí", "aquell camí" o "el camí del Senyor". La versió siríaca diu, "el camí de Déu" i la versió vulgata llatina, "el camí del Senyor".

### Judaisme i cristianisme

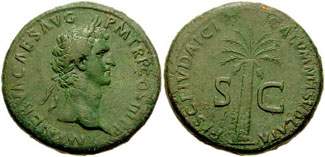
Moneda de Nerva

A finals del segle i, el judaisme era una religió legal amb la protecció del Dret romà, que anava de bracet de l'estat Romà des de feia dos segles. En canvi, el cristianisme no va ser legalitzat fins l'Edicte de Milà del 313. Els jueus observants tenien drets especials, com el privilegi de poder-se abstenir d'assistir als ritus pagans cívics. Els cristians inicialment van ser identificats amb la religió jueva pels romans, però a mesura que es van anar diferenciant, el cristianisme esdevenia un problema pels governants Romans. Cap a l'any 98, l'emperador Nerva va decretar que els cristians no havien de pagar l'impost anual als jueus, el que suposava un reconeixement efectiu de la singularitat vers el judaisme rabínic. Això va obrir la via de les persecucions contra els cristians per desobediència a l'emperador, ja que havien deixat d'estar exempts d'haver de complir amb el culte imperial.

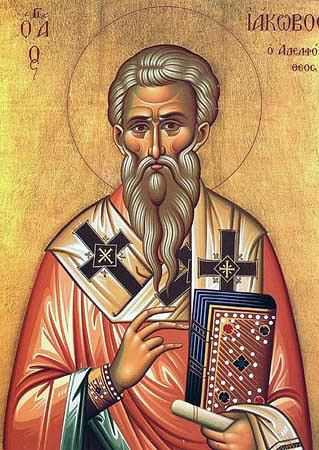
Jaume el Just, les opinions del qual van ser recollides pel decret de l'any 50

Els cristians jueus van ser els primers seguidors de Jesús i una part important de la societat jueva durant la segona meitat del segle i. Aquest moviment es va centrar en Jerusalem (possiblement en el Cenacle) i fou dirigit per Jaume el Just. Es van mantenir fidels a la Torà i la llei jueva, acceptaven la conversió dels gentils, possiblement basant-se en una versió de les Set lleis dels fills de Noè recollides a Fets Apòstols 3:15 i Fets Apòstols 3:21. Segons una tradició que ha arribat a través d'Eusebi i Epifani, l'església de Jerusalem va fugir a Pella durant la Gran Revolta Jueva dels anys 66 al 70.
Les disputes sobre la llei Mosaica van generar una forta controvèrsia al cristianisme primerenc. Això fou particularment notable a mitjans del segle i, quan es va produir la controvèrsia de la circumcisió. L'assumpte es va tractar al Concili de Jerusalem on Pau va argumentar que la circumcisió no era una pràctica necessària, una opinió que va comptar amb el suport de Pere i que està documentada a Fets Apòstols 15. Aquesta posició va rebre el suport majoritari i es va comunicar a través d'una carta distribuïda a Antioquia de l'Orontes. Quatre anys després del Concili de Jerusalem, Pau va escriure al Gàlates sobre aquest assumpte, que havia generat una forta controvèrsia a la seva regió. Segons Alister McGrath, Pau ho considerava una gran amenaça per la seva doctrina de la salvació a través de la fe en Jesús i per això va tractar l'assumpte amb detall a Gàlates 3.
Les diferències entre els cristians i jueus van anar creixent progressivament, sense una ruptura sobtada. No obstant, hi ha alguns esdeveniments que tenen un pes significatiu en el distanciament entre el cristianisme i el judaisme. La reunió organitzada per les autoritats jueves coneguda com el Concili de Jamnia, celebrat cap a l'any 85, sovint es diu que va condemnar tots els qui havien dit que el Messies ja havia arribat, i el cristianisme en particular. Tanmateix altres estudiosos consideren que l'oració formulada (birkat ha-minim) va ser irrellevant pel que fa a les relacions entre cristians i jueus. Hi ha poca evidència de la persecució jueva d'"heretges" en general, o cristians en particular, durant el període comprès entre el 70 i el 135. És probable que la condemna de Jamnia es dirigís a molts grups, entre els quals els cristians només n'eren un més, i no significa necessàriament l'excomunió. L'assistència a la sinagoga d'alguns pares de l'església fan que sigui improbable que una pregària anticristiana formés part de la litúrgia comuna de la sinagoga. Els cristians jueus van continuar assistint a les sinagogues durant segles.

## Període post-apostòlic
Els segles ii i iii són el període menys estudiat de la història del cristianisme primitiu. Això queda reflectit en la nomenclatura que s'utilitza per referir-se als períodes adjacents, amb noms com post-apostòlic per referir-se al període que va de la segona meitat del segle I a mitjans del segle ii, i abans de Nicea per referir-se al període anterior al Primer Concili de Nicea del 325. Tanmateix, els segles ii i iii són bastant importants en el desenvolupament del cristianisme.
Hi ha poc material sobre aquest període, en comparació amb el període posterior dels Pares de l'Església. Per exemple, una col·lecció àmpliament utilitzada sobre els Pares de l'Església d'abans de Nicea inclou la majoria dels escrits dels segles ii i iii en nou volums. En concret, s'hi troben les escriptures del Pares apostòlics, els apologistes, Climent d'Alexandria, Ireneu de Lió, Orígenes d'Alexandria i el Nou Testament Apòcrif, entre d'altres. Per contrast, la col·lecció sobre els Pares de l'Església de Nicea i posteriors a Nicea, que consisteixen principalment en Agustí d'Hipona, Jeroni d'Estridó i Joan Crisòstom) omple vint-i-vuit volums.

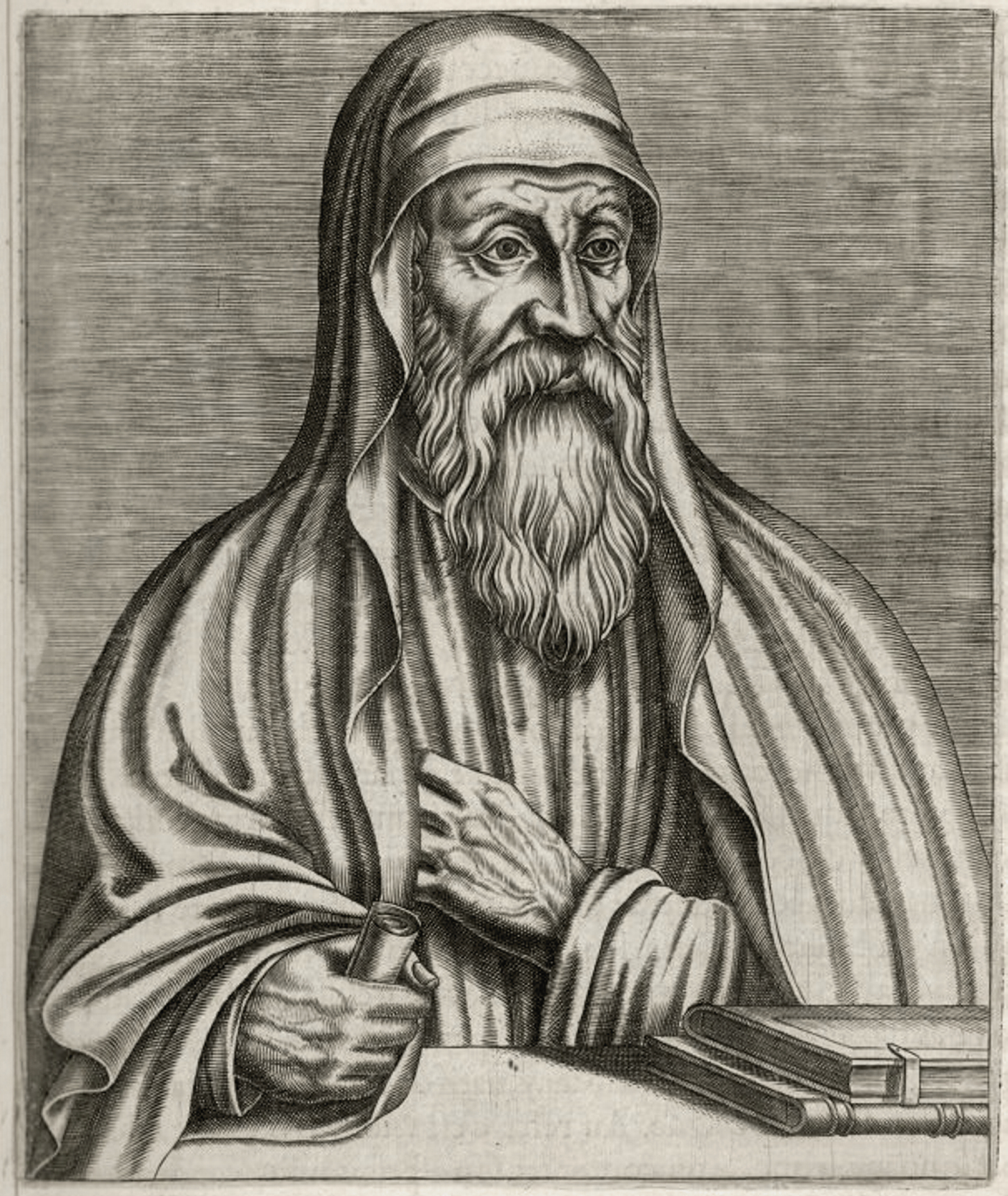
Origen, un Pare de l'Església d'abans de Nicea

Els desenvolupament cronològic d'aquest període és "multidireccional i difícil d'organitzar". El període precedent i els posteriors permeten una unificació de les característiques que aquest no permet. El cristianisme del segle I tenia una cohesió basada en una església que tenia en Pau de Tars una figura destacada, un caràcter jueu i s'identificava en un moviment messiànic. Als segles ii i iii aquestes arrels de les primeres dècades van evolucionar. Es va establir un rebuig explícit al judaisme i la cultura jueva a partir de finals del segle ii, amb un creixent grup de crítics als textos jueus. El cristianisme dels segles IV i V va experimentar una pressió imperial i va desenvolupar una forta estructura episcopal i unificadora. En el període anterior a Nicea no hi havia aquesta autoritat i era més divers. Diverses aproximacions a aquest moment defugen fer categoritzacions categòriques, ja que diverses formes de cristianisme van interactuar de forma complexa per donar forma al caràcter dinàmic del cristianisme en aquesta època.
A principis del segle ii, els cristians havien acceptat una llista bàsica d'escrits que havien de servir com el seu cànon, però les interpretacions d'aquestes obres difereixen, sovint de forma flagrant. En part per assegurar una major coherència en els seus ensenyaments, al final del segle I moltes comunitats cristianes van evolucionar en una jerarquia més estructurada, amb un bisbe central, l'opinió del qual tenia més pes en aquella ciutat. Cap al 160, la majoria de les comunitats tenien un bisbe, que basava la seva autoritat en la línia de successió entre els apòstols i ell.
Els bisbes tenien llibertat d'interpretació. Les diverses versions del cristianisme que competien van anar conduint al que actualment és la idea dominant del cristianisme. Els bisbes convocaven sínodes per parlar de problemes o diferències doctrinals en algunes regions. El primer d'aquests va ser a l'Àsia romana cap al 160. Alguns bisbes van començar a assumir un paper més autoritari en alguna regió; en molts casos el bisbe de l'església situada a la capital d'una província esdevenia l'autoritat central per totes les esglésies d'aquella província. Aquestes autoritats més centralitzades eren conegudes com a esglésies metropolitanes i el responsable era un bisbe metropolità. Les esglésies d'Antioquia, Alexandria i Roma van exercir autoritat sobre grups d'aquestes esglésies metropolitanes.

## Difusió del cristianisme

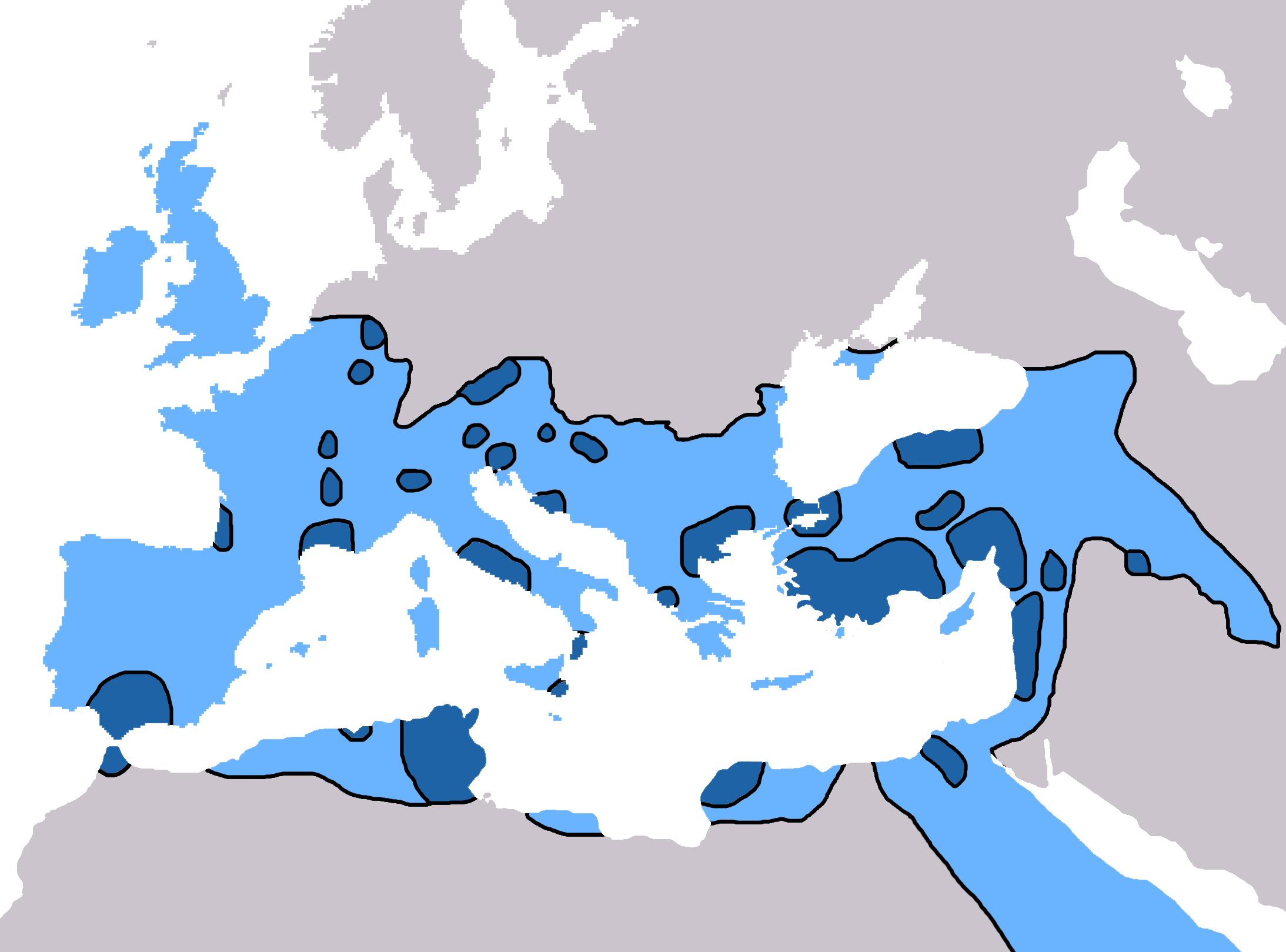
Difusió del cristianisme el 325
Difusió del cristianisme el 600

El cristianisme primitiu es va estendre de ciutat en ciutat en un Imperi Romà hel·lenitzat i va arribar més enllà, a l'Àfrica oriental i l'Àsia meridional. Els apòstols van viatjar extensament, establint comunitats en regions i ciutats importants de tot l'Imperi. Les primeres comunitats van ser fundades pels apòstols juntament amb altres cristians soldats, comerciants i predicadors a l'Àfrica del nord, l'Àsia Menor, Armènia, Aràbia, Grècia, i altres llocs. Més de 40 ja estaven establertes l'any 100, moltes a l'Àsia Menor, com les Set esglésies d'Àsia. Al final del segle i, el cristianisme ja s'havia estès a Grècia i Itàlia, alguns diuen que fins i tot a l'Índia, des d'on es seguiria estenent el cristianisme a tot el món. L'any 301 el regne d'Armènia esdevingué el primer en declarar al Cristianisme com la religió estatal, després de la conversió de la Casa Reial del Arsacids a Armènia.
Malgrat incidents esporàdics de persecució local i alguns períodes de persecució a tot l'imperi, la religió cristiana va continuar la seva expansió per tota la Conca del Mediterrani. No hi ha acord sobre com és que el cristianisme es va expandir amb tant d'èxit abans que l'Edicte de Milà i Constantí l'afavorissin, i probablement no s'expliqui per una sola causa. Tradicionalment això no ha estat objecte de gaire recerca, ja que des d'un punt de vista teològic l'èxit es veia simplement com la conseqüència natural de la difusió del que els teòlegs van considerar la veritat. En el llibre The Rise of Christianity, Rodney Dur argumenta que els diversos factors sociològics de Cristianisme, que van millorar la qualitat de vida dels seus seguidors, va ser crucial en el seu trionf sobre el paganisme. Un altre factor que podria haver-hi contribuït és la promesa cristiana d'una resurrecció general dels morts combinada amb la creença tradicional grega que la immortalitat depenia de la supervivència del cos amb explicacions pràctiques de com s'esdevindria al final dels temps.